# Chapelle des Papes
La chapelle des Papes (en italien, Cappella dei Papi) est une petite chapelle du couvent de la basilique Santa Maria Novella à Florence.
L'importance de cet endroit est due à la fois au fait qu'il s'agit du dernier vestige important des appartements papaux qui existaient à Santa Maria Novella et aux précieuses fresques du jeune Pontormo.

## Appartements pontificaux

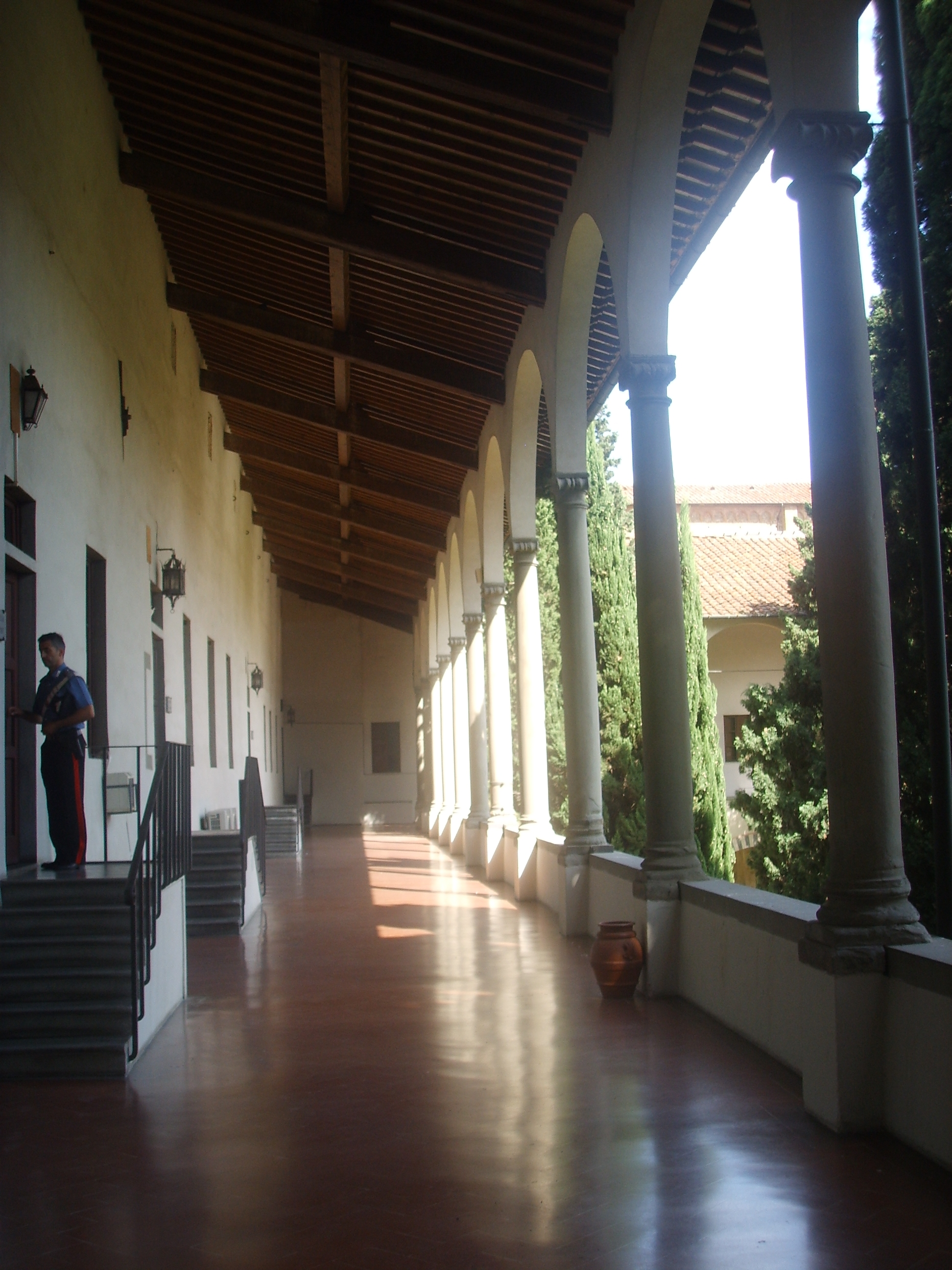
Couloir au premier étage du Grand Cloître, ancien appartement papal.

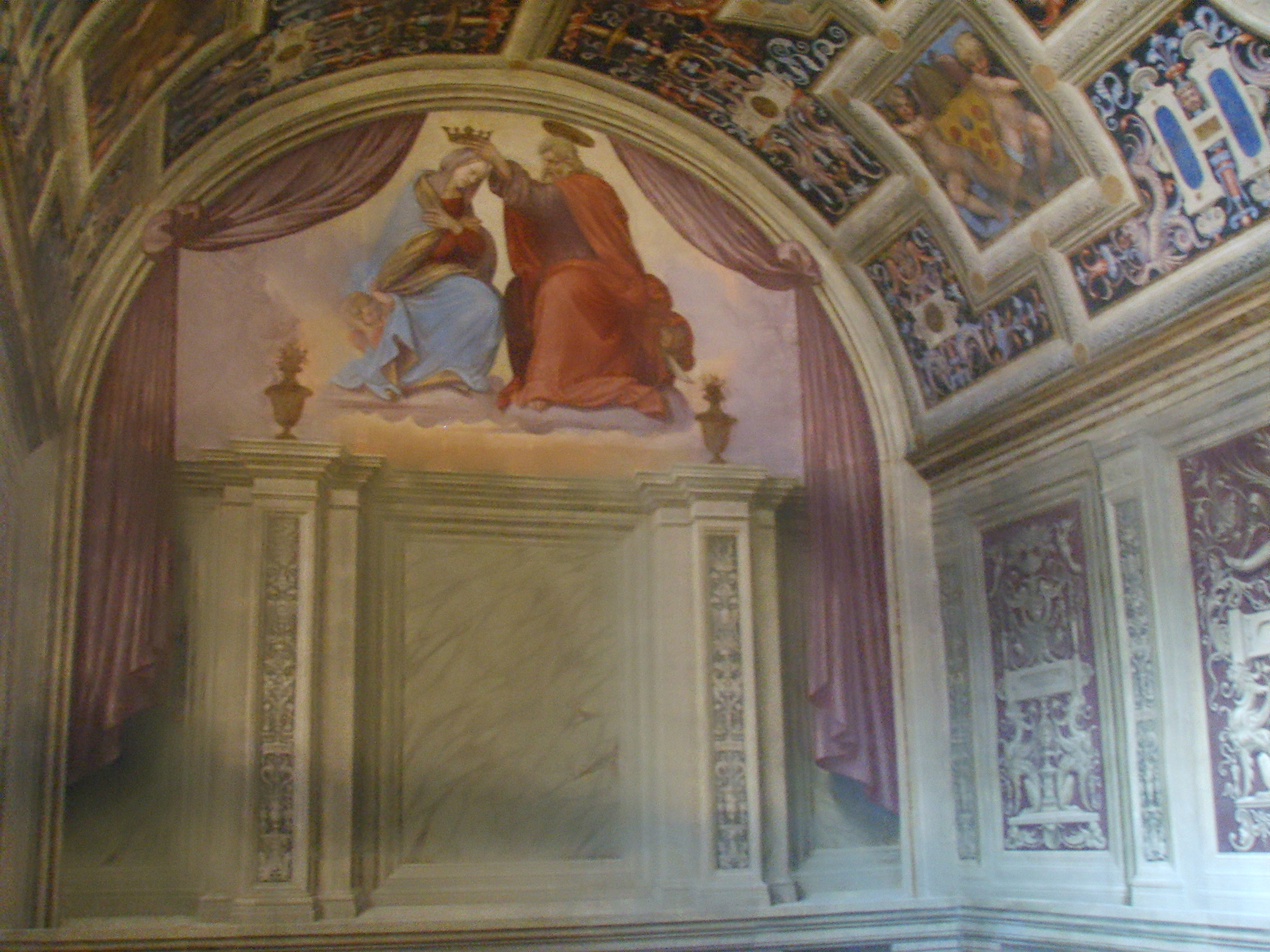
Ridolfo del Ghirlandaio, Couronnement de la Vierge.

Lorsqu'un pape visitait Florence, il logeait au couvent dominicain de Santa Maria Novella, dans les pièces spécialement destinées au premier étage, entre l'actuelle Piazza della Stazione, autrefois les jardins du couvent, et la via della Scala sur les côtés ouest et, en partie, au nord du Grand Cloître. Ces salles sont construites par la république de Florence sous la direction de Lorenzo Ghiberti en 1418-1420. Autrefois richement décorées, on les appelait aussi le Latran florentin.
Le premier aménagement par la république de Florence remonte à 1419 pour la visite de Martin V. Les appartements s'agrandissent progressivement, plus ou moins rapidement, à l'occasion de la venue d'autres hôtes illustres. Ils occupent toute l'aile ouest du Grand cloître et comprennent une salle avec diverses annexes, probablement destinées aux audiences, l'antichambre, etc., en plus de l'appartement pontifical privé proprement dit et des salles pour les accompagnants, des membres les plus importants de la maison papale à ses serviteurs. La cuisine et les services complètent l'ensemble.
Par exemple, Eugène IV et les autres délégués participant au concile de Bâle-Ferrare-Florence-Rome y séjournent ; le patriarche de Constantinople Joseph II de Constantinople y meurt et est enterré dans le couvent. Les papes Médicis (Léon X et Clément VII) y résident également à l'occasion de leurs visites dans leur ville natale.
Depuis la fin du XVIe siècle, les appartements papaux sont destinés à d'autres activités, comme les réunions de certaines compagnies, comme celles de San Giuliano et San Niccolò, qui modifient le salon grandiose des papes (1592), puis un Nouveau Monastère des Femmes de la Conception (1755) est muré dans les restes du couvent masculin. À la suite des suppressions de 1801, le domaine est vendu ou exproprié par le gouvernement grand-ducal qui y veut créer un conservatoire de musique, l'Educandato della Santissima Annunziata. À cette époque, Giuseppe Martelli construit l'escalier en colimaçon avec Flore (statue en plomb de Luigi Pampaloni). Enfin, depuis 1920, il appartient à la Scuola allievi marescialli e brigadieri carabinieri (École des Maréchaux et des Carabiniers Brigadiers). Au fil du temps les décorations et le mobilier se sont dispersés et seule la chapelle, restaurée dans les années 1990, témoigne de la splendeur de cette époque.

## Chapelle

### Histoire
La chapelle constitué un exemple précieux du tout premier maniérisme florentin. Elle est construite en 1515 à l'occasion de la visite du pape Léon X, né Giovanni de' Medici, qui a lieu en novembre de cette année et pour laquelle toute la ville s'est mise au travail, dans de somptueuses préparations. Léon X y entend la messe.
La décoration de la chapelle est d'abord été confiée à Ridolfo del Ghirlandaio, qui, en raison de ses nombreux engagements, ne réussit cependant à terminer que le mur nord avec le Couronnement de la Vierge. Lui succède le jeune Pontormo, qui décore la voûte et le mur sud, aidé d'Andrea di Cosimo pour les grotesques.
En 1892, les fresques sont nettoyées, les libérant d'une armature qui avait été mise en place pour empêcher le plâtre de tomber, compte tenu de son mauvais état de conservation à l'époque.
Aujourd'hui, la chapelle, le grand cloître et d'autres parties du couvent font partie de l'école des sous-officiers des carabiniers, et étant donc une zone militaire, elle n'est pas ouverte au public. La visite doit d'abord être demandée par écrit à l'Ufficio musei dell'Assessorato alla Cultura del Comune di Firenze (Bureau des Musées du Département de la Culture de la Municipalité de Florence), puis, après obtention de l'autorisation, elle doit être convenue avec le Reparto comando della Caserma (Département de Commandement de la Caserne), et être compatible avec les activités militaires et éducatives.

### Description

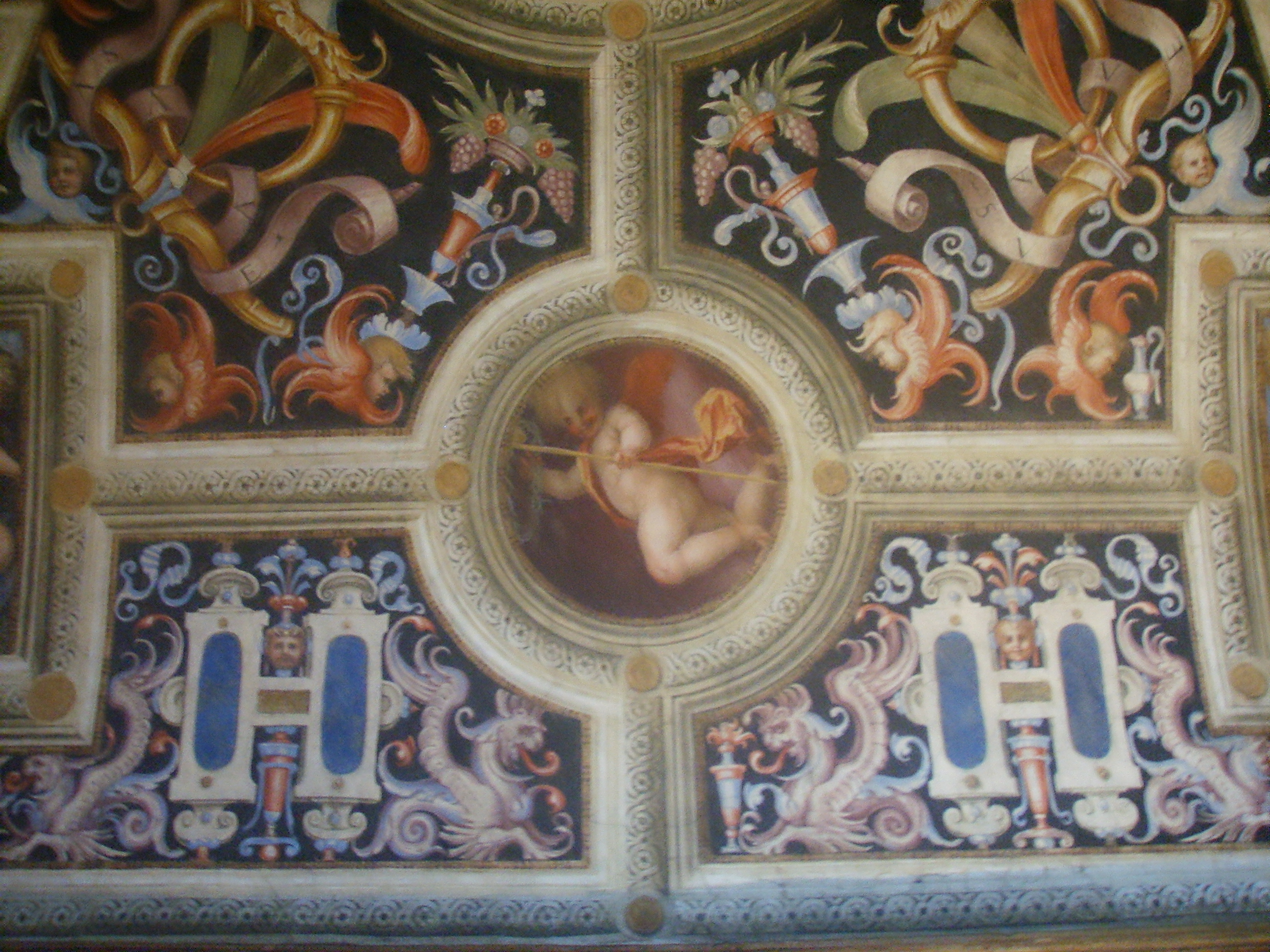
Le plafond.

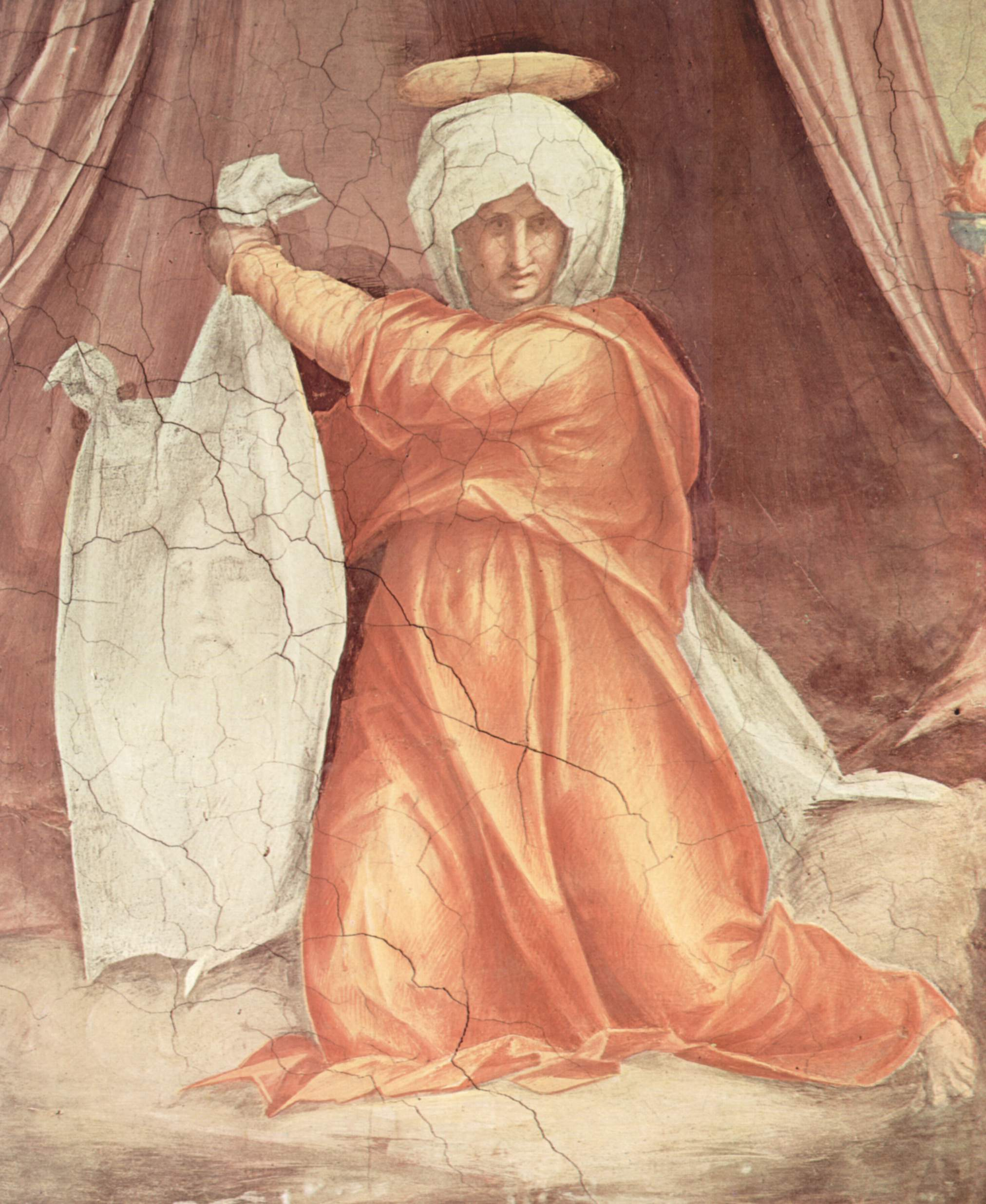
Pontormo, Véronique.

La petite chapelle est située au premier étage du Grand Cloître. Elle possède une voûte en berceau entièrement recouverte de fresques, où neuf panneaux sont encadrés par des cadres géométriques imaginatifs et des motifs grotesques sur fond sombre au lieu de blanc.
Les murs sont décorés de tourbillons monochromes, tandis que la voûte présente des grotesques complexes qui attirent immédiatement l'attention de l'observateur avec leurs couleurs vives et leur dessin sophistiqué. Les groupes d'anges dans les panneaux de la voûte sont également de Pontormo.
Le schéma de composition et le style des fresques en général sont novateurs pour Florence et s'inspirent des plafonds des Chambres de Raphaël, selon une « romanisation » du style figuratif, conçue comme une accentuation de la monumentalité des personnages et de l'ensemble, en particulier pour les ouvrages de Pontormo.
Si la partie avant avec le Couronnement de Ridolfo est plutôt conventionnelle, la lunette opposée de Véronique de Pontormo se distingue par son originalité, avec la figure de la femme agenouillée qui soulève le drap avec le visage du Christ en faisant un geste solennel et théâtral, inspiré par Michel-Ange. L'utilisation de la couleur particulièrement vive et anti-naturaliste fait également référence à ce dernier (Tondo Doni) et est l'une des caractéristiques les plus reconnaissables du nouveau style appelé plus tard « maniérisme ».
Neuf espaces peints, circulaires ou quadrangulaires, s'ouvrent dans la voûte, entourés d'épais cadres clairs. Celui du centre représente Dieu bénissant, tandis que les autres figurent des anges sous forme de putti, avec les armoiries des Médicis dans les quatre carrés d'angle, en hommage à Léon X. Les grotesques ont été réalisés par Ridolfo del Ghirlandaio et Andrea di Cosimo, son élève. Les quatre carrés de putti avec les armoiries des Médicis sont certainement de Pontormo et présentent certaines caractéristiques typiques de sa peinture, telles que le sens du mouvement, la torsion des figures et la couleur vive et parfois évanescente. La rapidité d'exécution des putti fait référence au maître de Pontormo, Andrea del Sarto.
Outre les blasons, la dédicace aux Médicis se confirme également dans les grotesques, dans lesquels se rejoignent les emblèmes personnels de Laurent de Médicis dit le Magnifique, père du pape, et de Léon X. Le premier est composé d'une bague en diamant d'où trois plumes se ramifient, blanche, verte et rouge, pour rappeler les trois Vertus théologales. La marque personnelle du pape est plutôt une cassette avec la devise « Suave » tirée de l'Évangile selon Matthieu (II, 30) : « Iugum meum suave est et onus meum leve » en souvenir des années qu'il passa en exil après la deuxième expulsion des Médicis (de 1494 à 1512). De plus, la devise de la famille « Glovis » revient sur la voûte, peut-être un acronyme de « Gloria, laus, onor, virtus, iustitia, salus » ou peut-être à lire à l'envers comme « si volg [e] ».
Une plaque sous la fenêtre commémore la visite du pape Eugène IV.